# 왕루 (삼국지)
왕루(중국어: 王累, 병음: Wáng Lèi 왕레이[*], ?~211년)는 중국 후한 말의 정치가로, 유장을 섬겼다.

## 생애
익주(益州) 광한군(廣漢郡) 신도현(新都縣) 사람이다.
211년 당시 유장(劉璋) 휘하의 종사(從事) 직책을 맡고 있었다. 유장이 장로(張魯)의 침입을 두려워하다가 장송(張松)의 말을 듣고 유비(劉備)를 익주로 불러들이려 하자, 황권(黃權)이 반대했으나 유장은 듣지 않았다. 왕루는 성문에 거꾸로 매달려 유장의 계획에 반대했으나 별 효과가 없었고, 왕루는 유장의 마음을 돌리기 위해 칼로 자신의 목을 찔러 죽었다.

## 《삼국지연의》 속 왕루
삼국지연의에서는 왕루가 황권과 함께 간언한 것으로 나오며, 이때 왕루는 장로의 침입을 하찮은 병이고 유비가 오는 것이 큰 병이라고 비유하였다. 마침내 유장이 유비와 만나기 위해 채비를 차리자, 성문에 거꾸로 매달려 간했다. 그러나 유장이 거들떠보지 않자 자신을 묶은 밧줄을 끊고 떨어져 죽었다. 유장은 왕루의 죽음을 전혀 슬퍼하지 않았으며, 유비를 만난 후 황권과 왕루가 쓸데없는 의심을 했다고 비웃었으나 나중에 유비에게 익주를 빼앗겼다.